# Apsziskápolna

Az apsziskápolnák alaprajzi elhelyezkedése (pirossal kiemelve)

Az apsziskápolna a középkori, különösen a francia gótikus templomépítészetben a 10–11. századtól alkalmazott szentélyelrendezési forma, amelynek során a templom apszisából, a szentély vagy a szentélykörüljáró felé nyitott félköríves vagy sokszög alaprajzú kápolnát, esetleg kápolnákat alakítottak ki. Egyetlen apsziskápolna esetén annak tengelye egybeesett a főhajó tengelyével. Az apszisból több (három, öt vagy hét), sugarasan elrendezett kápolna, ún. kápolnakoszorú is nyílhatott, ebben az esetben a középsőt a hossztengely irányában megnyújtották (sugárkápolna). Az ilyen lépcsős tömeghatású – szentélyből, szentélykörüljáróból és kápolnakoszorúból álló – szentélytípust a művészettörténeti irodalom francia szentély néven említi.
Eredetileg a korláttal elrekesztett apsziskápolna szentélyként szolgált, ahova csak a szolgálattevő egyházi személyek léphettek be, s a hívőket csak a szentélykörüljáróig engedték. A későbbi évszázadokban az egyes szentek tiszteletére rendelt, oltárral és oltárképpel ellátott imakápolna, a hívők magánáhítatának színtere lett.